# Джон Едвард Ґрівз
Джон Едвард Грівз (англ. John Edward Greave, esq.; 1846, Шеффілд — 18 січня 1923, Шеффілд) — британський віце-консул в Бердянську, засновник знаменитої компанії з виробництва сільськогосподарської техніки.

## Біографія
Джон Едвард Гривз народився 1846 р. у місті Шеффілд у родині Едварда Грівза (Edward Greaves, нар. 1823) та Мері-Енн Туртон (Many Ann Turton, нар. 1822). У 1866 р. він вирушив у сучасну Україну. В 1876 відкрив у Бердянську склад з продажу імпортного сільськогосподарського інструменту і майстерню.
15 липня 1880 р. Дж. Грівз був призначений про-консулом Британської Імперії в Бердянську. У 1907 р. він був призначений віце-консулом і офіційно вважався на цій посаді до 1921 р. Одним із головних обов'язків Дж. Гривза були регулярні звіти британському консулу про стан торгівлі в портах Азовського моря. В 1912 Дж. Гривз став кавалером бельгійського Ордену Корони. Перша Світова війна застала Дж. Грівза у Швейцарії, де він проводив відпустку з дружиною та небогою. Насилу їм вдалося перебратися на батьківщину дружини, до Німеччини. У Дрездені він був заарештований, як британський дипломат, 1 лютого 1915 року. 4 березня 1915, після втручання британського уряду, консул Гривз був випущений з німецької в'язниці. Потім із дружиною жив у Швейцарії. Після цього повернувся до Росії.
Після Революції 1917 р. Дж. Грівз якийсь час залишався у Росії. У 1919—1920 pp. він жив у Ростові-на-Дону, де намагався розвивати бізнес під владою білих. Коли місто захопили більшовики, він утік до Великої Британії.

### Сім'я
Брати: Георг Туртон (разом з батьком володів фірмою з виробництва шаф Edward Greaves and Son) та Джозеф Джексом Грівз (партнер фірми «Nicholson, Greaves, Barber, and Hastings, auctioneers»)
Дружина 1: Джейн-Вільгельміна Грівз (англ. Jane Wilhelmenia Greaves ; «Джині», Ганна Грівз; січня 1845, Мюнхен — грудень 1916, Бердянськ).
Дружина 2: Надія (Nadejda) Грівз (пом. 2 лютого 1923).
Діти
- Георг (Георгій (Григорій)) Грівз (нар. 1874[15]). Дружина: Віра Лазарівна Здандутто, дочка грецького купця[15]. 1895 р. у них народився син Джон. У 1897 у них народився син Микола (пом. 28 лютого 1918, Турне, Бельгія[16])[17]. У 1906 р. у них народився син Георг[15]. У 1917 році Микола Грівз вступив до британських повітряних сил (British Royal Flying Corps), де дослужився до звання лейтенанта[17], захоплювався боксом[16].
- Патриція (Клеопатра; нар. 1881).

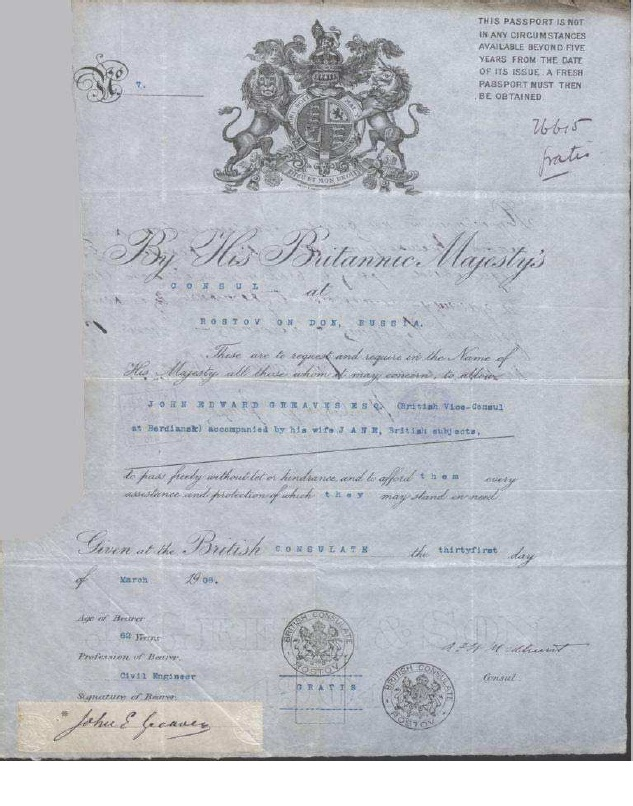
Паспорт віце-консула Дж. Грфвза, есквайру. 31 березня 1908 р.

- Емілія (нар. 8 жовтня 1878, Бердянськ). Чоловік: Петро Судерманн (Sudermann; нар. 1874), з німецьких меннонітів, син гласного бердянського земського зібрання Ісака Судерманна. Його брат, Яків Судерман (1867 р. нар.) був гласним бердянської міської думи; він був одружений з племінницею Дж. Гривза, Емі-Евелін Гривз (Amy-Evelyn Greaves), дочки його брата Георга Туртона-Грівза (George Turton Greaves)[18].

## Завод Дж. Грівза

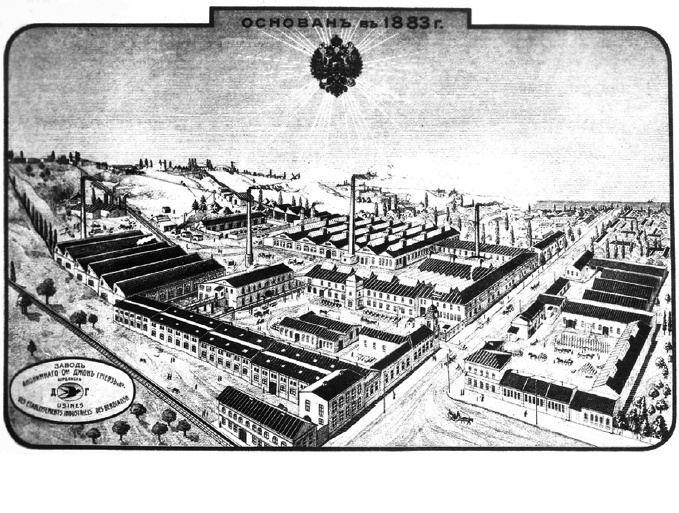
Завод Дж. Грівза у Бердянську. Зображення 1890-х.

В 1883 відкрив невеликий заводик на Воронцовській вулиці Бердянська. У 1894 р. завод став власністю Торгово-Промислового Товариства, очолюване Дж. Грівзом та його старшим сином. З легкої руки Володимира Леніна була поширена думка про те, що завод Гривза був «найбільшим у Європі» у своїй галузі. Однак, за даними того часу, він посідав п'яте місце у Російській Імперії. В 1896, на Загальноросійському Торгово-промисловому З'їзді в Нижньому Новгороді, компанія Грівза отримала право використовувати герб Російської Імперії у своїх буклетах. За два роки Дж. Грівз був удостоєний подяки імператора Миколи II «за дуже енергійну та плідну діяльність у справі російського сільськогосподарського машинобудування». 1899 року Дж. Грівз зареєстрував свій завод у Бельгії під назвою «Торгівельно-промислове анонімне товариство Джон Гривз і Ко» (фр. Etablissements industriels de Berdiansk John Greaves et Co, Société anonyme), чий статут був найвищо затверджений в Росії 21 січня 1900 року. Компанія Грівза займалася як експортом, і імпортом.
Завод випускав с/г машини за маркою «Ластівка».
На 1911 завод займав бл. 5 десятин землі, мав 330 великих верстатів, власну електростанцію та електричне освітлення. Завод складався із 7 цехів; у ньому працювало бл. 1500 робітників. У рік завод виробляв: 7000 плугів німецького типу, 8 тисяч букерів (запашників), 6.5 тисяч сівалок, 500 сінокосарок, 4 тисячі жнів з ручним скиданням (лобогрійок), 2 тисячі з автоматичним скиданням, 49 тисяч пудів. Заводом управляли сам Дж. Грівз (голова), його син Георгій Грівз (директор-розпорядник) та зять Петро Судерман (керуючий конторою).
Умови праці на заводі були досить важкими: 12-годинний робочий день, зарплата трохи більше 1 крб. за зміну дорослим, штрафи за будь-яку провину. У 1886 р. на завод Грівза влаштувався Петро Шмідт, який 1905 р. очолить повстання в Севастополі. В результаті страйку 1905 р. на заводі Грівза було запроваджено 9-годинний робочий день і на 10 % було підвищено зарплату.
В 1914 основний капітал Товариства становив 3 млн бельгійських франків. Компанія мала склади у Харкові, Омську, Челябінську та Семипалатинську. З початком Першої Світової війни заводу довелося почати випускати продукцію для потреб армії. Завод сильно постраждав від нестачі робітників, багато з яких були змушені піти на фронт.
Після націоналізації, 1923 р. завод був перейменований на Первомайський завод сільгоспмашин.